# Napoca insignis
Napoca insignis (лат.) — вид пауков-скакунов из подсемейства Dendryphantinae, выделяемый в монотипный род Napoca. Распространены на территории Израиля. Вид описан по единственному экземпляру (самцу).